# 特基斯克拉奇 (阿肯色州)
特基斯克拉奇（英語：Turkey Scratch）是位於美國阿肯色州菲利普斯縣的一個非建制地區。該地的面積和人口皆未知。

## 地理
特基斯克拉奇的座標為34°38′38″N 90°55′38″W / 34.64389°N 90.92722°W，而該地的平均海拔高度為56米（即184英尺）。